# Welsh International
Die Welsh International sind die offenen internationalen Meisterschaften von Wales im Badminton. Sie werden seit 1927 ausgetragen und sind damit eines der traditionsreichsten Badmintonturniere weltweit. Während des Zweiten Weltkrieges und von 1959 bis 1965 sowie 1970 fanden die Meisterschaften nicht statt. Die Titelkämpfe gehören dem BE Circuit an. Nationale Titelkämpfe finden in Wales seit 1938 statt.

## Die Sieger
| Saison    | Herreneinzel          | Dameneinzel            | Herrendoppel                                 | Damendoppel                           | Mixed                                |
| --------- | --------------------- | ---------------------- | -------------------------------------------- | ------------------------------------- | ------------------------------------ |
| 1927      | Alan Titherley        | R. Finch               | J. D. M. McCallum Alan Titherley             | Thompson-Smith Reid                   | F. L. Treasure Meredith              |
| 1928      | T. P. Dick            | Margaret Tragett       | F. L. Treasure F. B. Malthouse               | Marian Horsley L. W. Myers            | T. P. Dick Hazel Hogarth             |
| 1929      | Donald C. Hume        | Dorothy Colpoys        | Donald C. Hume Ralph Nichols                 | Marian Horsley L. W. Myers            | T. P. Dick Hazel Hogarth             |
| 1930      | T. P. Dick            | Dorothy Colpoys        | T. P. Dick W. Basil Jones                    | Marian Horsley L. W. Myers            | T. P. Dick Hazel Hogarth             |
| 1931      | Willoughby Hamilton   | Thelma Kingsbury       | Arthur Hamilton Willoughby Hamilton          | Hazel Hogarth Thelma Kingsbury        | Ralph Nichols Nora Coop              |
| 1932      | Willoughby Hamilton   | Alice Woodroffe        | Donald C. Hume Raymond M. White              | L. W. Myers Alice Woodroffe           | T. P. Dick Hazel Hogarth             |
| 1933      | Willoughby Hamilton   | Betty Uber             | Donald C. Hume Raymond M. White              | Betty Uber Thelma Kingsbury           | Donald C. Hume Betty Uber            |
| 1934      | Raymond M. White      | Thelma Kingsbury       | Willoughby Hamilton Ian Maconachie           | Betty Uber Thelma Kingsbury           | B. P. Cook Betty Uber                |
| 1935      | Raymond M. White      | Thelma Kingsbury       | Raymond M. White Ian Maconachie              | Betty Uber Thelma Kingsbury           | Ian Maconachie Marian Horsley        |
| 1936      | T. P. Dick            | Greta Graham           | H. Morland Kenneth Wilson                    | Dorothy Graham Greta Graham           | Raymond M. White Thelma Kingsbury    |
| 1937      | Raymond M. White      | Daphne Young           | T. P. Dick H. E. Baldwin                     | L. W. Myers Dorothy Colpoys           | Thomas Boyle Olive Wilson            |
| 1938      | Tage Madsen           | Betty Uber             | Thomas Boyle James Rankin                    | Betty Uber Diana Doveton              | Thomas Boyle Olive Wilson            |
| 1940 1954 | nicht ausgetragen     | nicht ausgetragen      | nicht ausgetragen                            | nicht ausgetragen                     | nicht ausgetragen                    |
| 1955      | James P. Doyle        | Esme Mercer            | Desmond Lacey James P. Doyle                 | Esme Mercer Sheila Smyth              | Kenneth Carlisle Sheila Smyth        |
| 1956      | Oon Chong Teik        | Maggie McIntosh        | Kenneth Derrick A. R. V. Dolman              | Marjory Russell Maggie McIntosh       | Kenneth Derrick B. Maxwell           |
| 1957      | Oon Chong Jin         | Mary O’Sullivan        | Kenneth Derrick A. R. V. Dolman              | June Timperley Patricia Dolan         | Oon Chong Jin June Timperley         |
| 1958      | Hugh Findlay          | Heather Ward           | Tony Jordan Hugh Findlay                     | Heather Ward P. E. Broad              | Hugh Findlay Heather Ward            |
| 1959 1965 | nicht ausgetragen     | nicht ausgetragen      | nicht ausgetragen                            | nicht ausgetragen                     | nicht ausgetragen                    |
| 1966      | Roger Mills           | Mary Thompson          | Roger Mills Robert McCoig                    | M. Withers Betty Fisher               | Robert McCoig Sheila McCoig          |
| 1967      | Roger Mills           | Julie Charles          | Roger Mills J. G. Pearson                    | Julie Charles Angela Dickson          | Roger Mills Julie Charles            |
| 1968      | Howard R. Jennings    | Angela Dickson         | Mike Tredgett A. Finch                       | J. Masters R. Gerrish                 | Howard R. Jennings Angela Dickson    |
| 1969      | Howard R. Jennings    | Angela Dickson         | Howard R. Jennings Alan Fisher               | Angela Dickson Betty Fisher           | Howard R. Jennings Angela Dickson    |
| 1970      | nicht ausgetragen     | nicht ausgetragen      | nicht ausgetragen                            | nicht ausgetragen                     | nicht ausgetragen                    |
| 1971      | Mike Tredgett         | Betty Fisher           | Philip Smith William Kidd                    | Angela Dickson Betty Fisher           | Mike Tredgett Kathleen Whiting       |
| 1972      | John Gardner          | Barbara Beckett        | John McCloy Peter Moore                      | Anne Forrest Kathleen Whiting         | Clifford McIlwaine Barbara Beckett   |
| 1973      | Michael Wilks         | Barbara Beckett        | Michael Wilks Alan Connor                    | Barbara Beckett Sue Alfieri           | Michael Wilks Anne Forrest           |
| 1974      | Michael Wilks         | Anne Statt             | Michael Wilks Alan Connor                    | Anne Statt Margo Winter               | Alan Connor Margo Winter             |
| 1975      | Kevin Jolly           | Pauline Davis          | Tim Stokes Kevin Jolly                       | Angela Dickson Sue Brimble            | Howard R. Jennings Angela Dickson    |
| 1976      | David Eddy            | Paula Kilvington       | David Eddy Eddy Sutton                       | Anne Statt Jane Webster               | David Eddy Barbara Giles             |
| 1977      | Mike Tredgett         | Gillian Gilks          | David Eddy Eddy Sutton                       | Barbara Sutton Marjan Ridder          | Elliot Stuart Gillian Gilks          |
| 1978      | Kevin Jolly           | Nora Perry             | Ray Stevens Mike Tredgett                    | Barbara Sutton Nora Perry             | Mike Tredgett Nora Perry             |
| 1979      | Thomas Kihlström      | Jane Webster           | Thomas Kihlström Bengt Fröman                | Jane Webster Karen Puttick            | Billy Gilliland Karen Puttick        |
| 1980      | Ray Stevens           | Gillian Gilks          | Ray Stevens Mike Tredgett                    | Gillian Gilks Paula Kilvington        | Mike Tredgett Nora Perry             |
| 1981      | Steve Baddeley        | Karen Bridge           | David Eddy Eddy Sutton                       | Karen Chapman Sally Podger            | Billy Gilliland Karen Chapman        |
| 1982      | Steve Butler          | Sally Podger           | Mike Tredgett Dipak Tailor                   | Nora Perry Jane Webster               | Dipak Tailor Nora Perry              |
| 1983      | Steve Butler          | Karen Beckman          | Mike Tredgett Martin Dew                     | Helen Troke Karen Chapman             | Mike Tredgett Karen Chapman          |
| 1984      | Morten Frost          | Charlotte Hattens      | Billy Gilliland Dan Travers                  | Gillian Gilks Helen Troke             | Martin Dew Gillian Gilks             |
| 1985      | Darren Hall           | Fiona Elliott          | Martin Dew Dipak Tailor                      | Karen Beckman Sara Halsall            | Jesper Knudsen Nettie Nielsen        |
| 1986      | Darren Hall           | Fiona Elliott          | Martin Dew Darren Hall                       | Karen Beckman Sara Halsall            | Martin Dew Gillian Gilks             |
| 1987      | Vimal Kumar           | Lee Jung-mi            | Richard Outterside Mike Brown                | Fiona Elliott Sara Halsall            | Martin Dew Gillian Gilks             |
| 1988      | Darren Hall           | Bang Soo-hyun          | Nick Ponting Dave Wright                     | Karen Beckman Sara Sankey             | Mike Brown Jillian Wallwork          |
| 1989      | Matthew Smith         | Joanne Muggeridge      | Nick Ponting Dave Wright                     | Karen Chapman Sara Sankey             | Dave Wright Claire Palmer            |
| 1990      | Vimal Kumar           | Denyse Julien          | Nick Ponting Dave Wright                     | Cheryl Johnson Julie Bradbury         | Nick Ponting Joanne Wright           |
| 1991      | Wei Yan               | Fiona Smith            | Michael Adams Chris Rees                     | Denyse Julien Doris Piché             | Andy Goode Joanne Wright             |
| 1992      | Anders Nielsen        | Suzanne Louis-Lane     | Nick Ponting Dave Wright                     | Julie Bradbury Sara Sankey            | Nick Ponting Joanne Wright           |
| 1993      | Darren Hall           | Marina Andrievskaia    | Michael Adams Simon Archer                   | Julie Bradbury Joanne Wright          | Chris Hunt Joanne Wright             |
| 1994      | Peter Rasmussen       | Denyse Julien          | Andrei Antropow Nikolai Sujew                | Julie Bradbury Joanne Wright          | Nick Ponting Joanne Wright           |
| 1995      | Colin Haughton        | Elena Rybkina          | Andrei Antropow Nikolai Sujew                | Elena Rybkina Marina Yakusheva        | Nikolai Sujew Marina Yakusheva       |
| 1996      | Chris Bruil           | Kelly Morgan           | Ian Pearson James Anderson                   | Nicole van Hooren Brenda Conijn       | Quinten van Dalm Nicole van Hooren   |
| 1997      | Dicky Palyama         | Brenda Beenhakker      | James Anderson Ian Sullivan                  | Sara Sankey Ella Miles                | James Anderson Sara Sankey           |
| 1998      | Daniel Eriksson       | Marina Andrievskaia    | Joachim Tesche Jean Philippe Goyette         | Marina Andrievskaia Catrine Bengtsson | Henrik Andersson Marina Andrievskaia |
| 1999      | Richard Vaughan       | Marina Yakusheva       | Joakim Andersson Peter Axelsson              | Irina Ruslyakova Marina Yakusheva     | Peter Jeffrey Joanne Davies          |
| 2000      | Richard Vaughan       | Tracey Hallam          | Anthony Clark Ian Sullivan                   | Ella Miles Sara Sankey                | Anthony Clark Gail Emms              |
| 2001      | Irwansyah             | Brenda Beenhakker      | Vincent Laigle Svetoslav Stoyanov            | Sara Sankey Ella Miles                | Nikolai Sujew Marina Yakusheva       |
| 2002      | Irwansyah             | Karina de Wit          | Nikolai Sujew Stanislav Pukhov               | Ella Tripp Joanne Wright              | Nikolai Sujew Marina Yakusheva       |
| 2003      | Irwansyah             | Ella Karachkova        | Ashley Thilthorpe Kristian Roebuck           | Ella Karachkova Anastasia Russkikh    | Alexandr Russkikh Anastasia Russkikh |
| 2004      | Nathan Rice           | Petya Nedelcheva       | Ruben Gordown Khosadalina Aji Basuki Sindoro | Petya Nedelcheva Yuan Wemyss          | Matthew Hughes Kelly Morgan          |
| 2005      | Chetan Anand          | Eleanor Cox            | Andrew Ellis Dean George                     | Hayley Connor Heather Olver           | Valiyaveetil Diju Jwala Gutta        |
| 2006      | Irwansyah             | Huang Chia-chi         | Matthew Hughes Martyn Lewis                  | Natalie Munt Mariana Agathangelou     | Kristian Roebuck Natalie Munt        |
| 2007      | Marc Zwiebler         | Jill Pittard           | Wojciech Szkudlarczyk Adam Cwalina           | Chloe Magee Bing Huang                | Adam Cwalina Małgorzata Kurdelska    |
| 2008      | Brice Leverdez        | Kati Tolmoff           | Andrew Bowman Martyn Lewis                   | Mariana Agathangelou Jillie Cooper    | Watson Briggs Jillie Cooper          |
| 2009      | Kristian Nielsen      | Tatiana Bibik          | Vitaliy Durkin Alexandr Nikolaenko           | Valeria Sorokina Nina Vislova         | Vitaliy Durkin Nina Vislova          |
| 2010      | Pablo Abián           | Anita Raj Kaur         | Peter Käsbauer Josche Zurwonne               | Joanne Quay Anita Raj Kaur            | Peter Käsbauer Johanna Goliszewski   |
| 2011      | Niluka Karunaratne    | Nicole Schaller        | Chris Coles Matthew Nottingham               | Ng Hui Lin Ng Hui Ern                 | Martin Campbell Ng Hui Lin           |
| 2012      | Chou Tien-chen        | Chiang Mei-hui         | Marcus Ellis Paul van Rietvelde              | Lauren Smith Gabrielle White          | Marcus Ellis Gabrielle White         |
| 2013      | Pablo Abián           | Zhang Beiwen           | Chris Coles Matthew Nottingham               | Hetian Tang Renuga Veeran             | Chris Langridge Heather Olver        |
| 2014      | Kieran Merrilees      | Beatriz Corrales       | Matthew Nottingham Harley Towler             | Heather Olver Lauren Smith            | Chris Coles Sophie Brown             |
| 2015      | Vladimir Malkov       | Anna Thea Madsen       | Marcus Ellis Chris Langridge                 | Gabriela Stoeva Stefani Stoeva        | Matthew Nottingham Emily Westwood    |
| 2016      | Pablo Abián           | Beatriz Corrales       | Liao Min-chun Su Ching-heng                  | Anastasia Chervyakova Olga Morozova   | Robert Mateusiak Nadieżda Zięba      |
| 2017      | Nhat Nguyen           | Tanvi Lad              | Oliver Baczala Michael Roe                   | Lise Jaques Flore Vandenhoucke        | Michael Roe Jessica Hopton           |
| 2018      | Luís Enrique Peñalver | Clara Azurmendi        | Max Flynn Callum Hemming                     | Julie MacPherson Holly Newall         | Matthew Clare Victoria Williams      |
| 2019      | Ditlev Jæger Holm     | Clara Azurmendi        | Chiang Chien-wei Ye Hong-wei                 | Abigail Holden Lizzie Tolman          | Alexander Dunn Ciara Torrance        |
| 2020      | nicht ausgetragen     | nicht ausgetragen      | nicht ausgetragen                            | nicht ausgetragen                     | nicht ausgetragen                    |
| 2021      | Arnaud Merklé         | Hsu Wen-chi            | Kim Gi-jung Kim Sa-rang                      | Margot Lambert Anne Tran              | William Villeger Anne Tran           |
| 2022      | Mads Christophersen   | Yvonne Li              | Rasmus Kjær Frederik Søgaard                 | Margot Lambert Anne Tran              | Jesper Toft Clara Graversen          |
| 2023      | Joakim Oldorff        | Rosy Oktavia Pancasari | Christopher Grimley Matthew Grimley          | Gabriela Stoeva Stefani Stoeva        | Jan Colin Völker Stine Küspert       |
| 2024      | Karono Karono         | Huang Ching-ping       | Oliver Butler Samuel Jones                   | Paula Lopez Lucía Rodríguez           | Rubén García Lucía Rodríguez         |